# Chaetocnema phuthaditjhabensis
Chaetocnema phuthaditjhabensis là một loài bọ cánh cứng trong họ Chrysomelidae. Loài này được Biondi & De Nardis, G miêu tả khoa học năm 2000.